# Хайлвиг фон Катценелнбоген
Хайлвиг фон Катценелнбоген (на немски: Heilwig von Katzenelnbogen; * пр. 1305; † сл. 11 септември 1346) е графиня от Катценелнбоген и чрез женитба графиня на Изенбург-Браунсберг и на Вид.
Тя е дъщеря на граф Вилхелм I фон Катценелнбоген († 1331) и първата му съпруга Ирмгард фон Изенбург-Бюдинген († 1303), дъщеря на Лудвиг фон Изенбург-Клееберг († ок. 1304) и Хайлвиг фон Тюбинген-Гисен († сл. 1294).
Баща ѝ Вилхелм I се жени втори път за Аделхайд фон Валдек († 1329).

## Фамилия
Хайлвиг фон Катценелнбоген се сгодява пр. 10 януари 1306 г. и се омъжва на 2 декември 1312 г. за граф Бруно IV фон Вид-Браунсберг-Изенбург (* пр. 1305; † 23 август 1325), син на Йохан I фон Изенбург-Браунсберг († 1327) и първата му съпруга Агнес фон Изенбург-Гренцау († 1314). Те имат четири деца:
- Вилхелм I († 17 юли 1383), граф на Изенбург-Браунсберг-Вид 1338, женен I. 1329 г. (развод 12 септември 1351) за Агнес фон Вирнебург († 1352), II. 1352 г. за принцеса Йохана фон Юлих († 1367), III. пр. 11 ноември 1362 г. за Лиза фон Изенбург-Аренфелс († 1403)
- Мехтилд фон Браунсберг († 28 октомври 1377/1387)
- Вилбургис фон Браунсберг († сл. 1336)
- Йоланда фон Вид († сл. 1370)